# LGV Est europeu
La LGV Est europeu també anomenada LGV Est o línia nova 6 (LGV Est européenne en francés) forma part de la xarxa francesa de línies de ferrocarrils de gran velocitat, TGV. Enllaçarà París amb Estrasburg permetent connexions ràpides entre París, les principals ciutats de l'est de França, Luxemburg, Alemanya i Suïssa. Així mateix farà possible les connexions entre l'est de França, la resta del país, i fins i tot Bèlgica i el Regne Unit.
La línia discorre per les regions franceses d'Illa de França i del Gran Est. La línia total té una longitud de 406 km. Els primers 300 km, des de Vaires-sur-Marne fins a Baudrecourt, estan en servei comercial des del 10 de juny de 2007. La secció Baudrecourt-Vendenheim fou inaugurada el 3 de juliol de 2016. Fou construïda per suportar velocitats fins a 350 km/h.